# 上香月
上香月（かみかつき）は福岡県北九州市八幡西区の地名。上香月一丁目から四丁目の町がある。住居表示実施済み。郵便番号は807-1101。

## 地理
八幡西区の南部西側に位置し、北に白岩町，千代、東に石坂、南東に池田、南に馬場山、南西に馬場山原、西に香月中央と接する。

### 河川
- 一級河川 黒川

## 地域の特徴
町域の中央を北九州高速4号線と国道200号が並行して縦貫する。南縁に沿って県道61号小倉中間線が走り、国道200号と交差する。山陽新幹線が南西から北東に走り、北九州高速4号線と国道200号を跨いで通過する。南東端から西端に黒川が西南西に流れ、一丁目と二丁目，三丁目とを隔てる。北西端と南西端を除き平坦な地形であり、黒川沿いに民家が集まる他は水田が広がる。

一丁目にちいさいおうち共同保育園，上香月公民館，聖福寺、四丁目に杉森神社がある。

## 歴史
古くから農業が盛んな地。

### 町名の由来
大字香月の字、上香月より。

### 沿革
- 1987年（昭和62年）6月1日 - 上香月一丁目 - 四丁目新設[4][5]。

### 町名の変遷
| 実施内容          | 実施年月日               | 実施後       | 実施前                       |
| ----------------- | ------------------------ | ------------ | ---------------------------- |
| 町名新設 住居表示 | 1987年（昭和62年）6月1日 | 上香月一丁目 | 大字香月の一部               |
| 町名新設 住居表示 | 1987年（昭和62年）6月1日 | 上香月二丁目 | 大字香月の一部               |
| 町名新設 住居表示 | 1987年（昭和62年）6月1日 | 上香月三丁目 | 大字香月の一部               |
| 町名新設 住居表示 | 1987年（昭和62年）6月1日 | 上香月四丁目 | 大字香月，大字馬場山の各一部 |

## 世帯数と人口
2025年（令和7年）3月31日現在（北九州市発表）の世帯数と人口は以下の通りである。
| 町           | 世帯数  | 人口  |
| ------------ | ------- | ----- |
| 上香月一丁目 | 155世帯 | 349人 |
| 上香月二丁目 | 44世帯  | 90人  |
| 上香月三丁目 | 101世帯 | 194人 |
| 上香月四丁目 | 2世帯   | 4人   |
| 計           | 302世帯 | 637人 |

### 人口の変遷
国勢調査による人口の推移。
| 1995年（平成7年）  | 582人 | [ 6 ]  |  |
| 2000年（平成12年） | 538人 | [ 7 ]  |  |
| 2005年（平成17年） | 518人 | [ 8 ]  |  |
| 2010年（平成22年） | 517人 | [ 9 ]  |  |
| 2015年（平成27年） | 562人 | [ 10 ] |  |
| 2020年（令和2年）  | 627人 | [ 11 ] |  |

### 世帯数の変遷
国勢調査による世帯数の推移。
| 1995年（平成7年）  | 184世帯 | [ 6 ]  |  |
| 2000年（平成12年） | 186世帯 | [ 7 ]  |  |
| 2005年（平成17年） | 193世帯 | [ 8 ]  |  |
| 2010年（平成22年） | 213世帯 | [ 9 ]  |  |
| 2015年（平成27年） | 230世帯 | [ 10 ] |  |
| 2020年（令和2年）  | 259世帯 | [ 11 ] |  |

## 学区
市立小・中学校に通う場合、学区は以下の通りとなる。
| 町           | 街区・戸番        | 小学校               | 中学校               |
| ------------ | ----------------- | -------------------- | -------------------- |
| 上香月一丁目 | 1 - 3番, 8 - 15番 | 北九州市立池田小学校 | 北九州市立千代中学校 |
| 上香月二丁目 | 全域              | 北九州市立池田小学校 | 北九州市立千代中学校 |
| 上香月三丁目 | 全域              | 北九州市立池田小学校 | 北九州市立千代中学校 |
| 上香月四丁目 | 全域              | 北九州市立池田小学校 | 北九州市立千代中学校 |
| 上香月一丁目 | 4 - 7番           | 北九州市立千代小学校 | 北九州市立千代中学校 |

## 交通

### バス
域内のバス停と系統は以下の通りである。
| 運行事業者 | 運行事業者 | 西鉄バス北九州 |
| 系統       | 系統       | 50             |
| 停留所     | 錦水橋     | ○              |
| 停留所     | 上香月     | ○              |

### 道路
- 県道61号小倉中間線
- 県道280号植木上上津役線

## 施設

### 公共施設
- 上香月公民館

### 社会福祉施設
- ちいさいおうち共同保育園

### 寺社
- 杉森神社
- 天台宗 白岩山 聖福寺

### 公園
- 上香月公園